# Angrebet på Nya Varvet 1719
Angrebet på Nya Varvet fandt sted om natten mellem 7. oktober og 8. oktober og var et højdepunkt i den berømte søkriger Tordenskjolds karriere efter slaget i Dynekilen. En dristig og usædvanlig fræk overrumpling i en måneskinsnat med chalupper, som sneg sig ind i Nya Varvet med værftet og ankerpladsen helt i hans ånd. Det var også hans sidste kamp.